# Gimnastyka na Letnich Igrzyskach Olimpijskich 1972
Gimnastyka na Letnich Igrzyskach Olimpijskich 1972 w Monachium odbyła się w dniach od 27 sierpnia do 1 września 1972 roku w Olympiahalle. W zawodach wystąpiło 231 sportowców (113 mężczyzn i 118 kobiety) z 28 państw.

## Medaliści

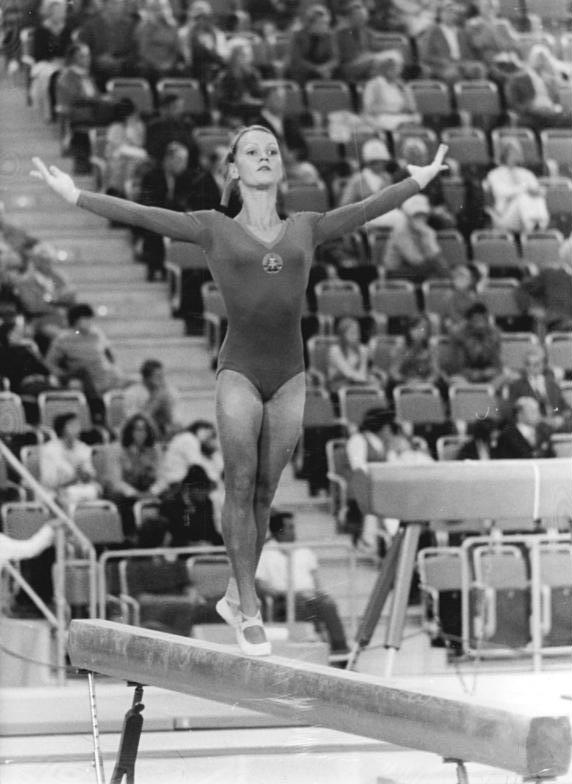
Karin Janz z NRD podczas ćwiczeń na równoważni w rundzie kwalifikacyjnej (27 sierpnia 1972)

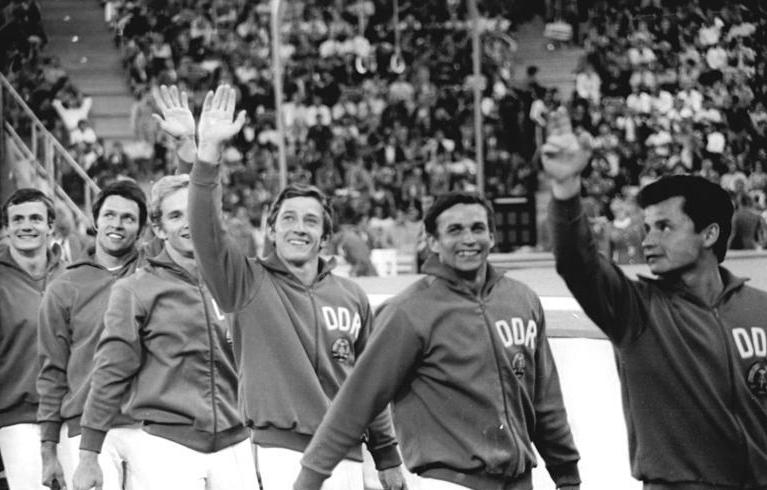
Reprezentacja NRD w gimnastyce mężczyzn podczas prezentacji (29 sierpnia 1972)

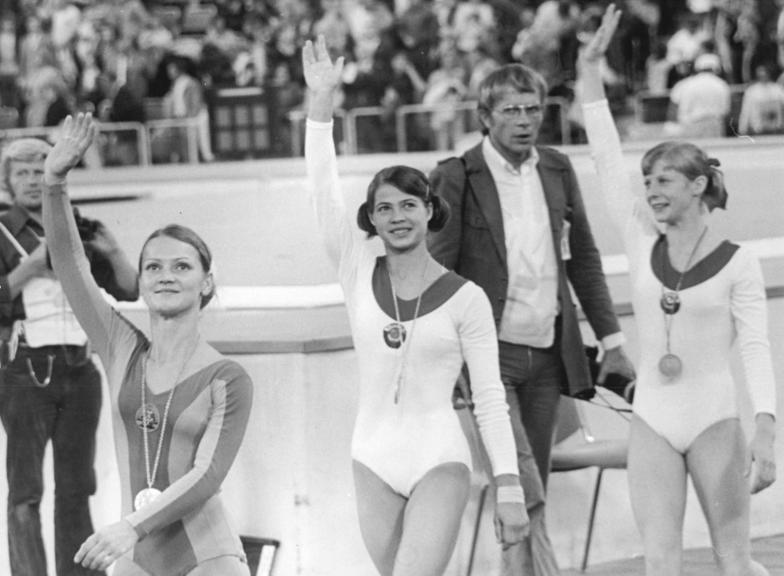
Medalistki w wieloboju indywidualnym, od lewej Karin Janz (NRD), Ludmiła Turiszczewa (ZSRR) i Tamara Łazakowicz (ZSRR)

### Mężczyźni
| Konkurencja                 | Złoto | Srebro | Brąz                                                                                                   |
| Wielobój drużynowo          | Japonia · Shigeru Kasamatsu · Sawao Kato · Eizo Kenmotsu · Akinori Nakayama · Teruichi Okamura · Mitsuo Tsukahara | ZSRR · Nikołaj Andrianow · Wiktor Klimienko · Aleksandr Malejew · Eduard Mikaelian · Władimir Szczukin · Michaił Woronin | NRD · Matthias Brehme · Wolfgang Klotz · Klaus Köste · Jürgen Paeke · Reinhard Rychly · Wolfgang Thüne |
| Wielobój indywidualnie      | Sawao Katō | Eizō Kenmotsu | Akinori Nakayama                                                                                       |
| Ćwiczenia wolne             | Nikołaj Andrianow                                                                                                 | Akinori Nakayama | Shigeru Kasamatsu                                                                                      |
| Skok                        | Klaus Köste | Wiktor Klimienko | Nikołaj Andrianow                                                                                      |
| Ćwiczenia na poręczach      | Sawao Katō | Shigeru Kasamatsu | Eizō Kenmotsu                                                                                          |
| Ćwiczenia na drążku         | Mitsuo Tsukahara                                                                                                  | Sawao Katō | Shigeru Kasamatsu                                                                                      |
| Ćwiczenia na kółkach        | Akinori Nakayama                                                                                                  | Michaił Woronin | Mitsuo Tsukahara                                                                                       |
| Ćwiczenia na koniu z łękami | Wiktor Klimienko                                                                                                  | Sawao Katō | Eizō Kenmotsu                                                                                          |

### Kobiety
| Konkurencja             | Złoto | Srebro | Brąz                                                                                                   |
| Wielobój drużynowo      | ZSRR · Lubow Burda · Olga Korbut · Antonina Koszel · Tamara Łazakowicz · Elwira Saadi · Ludmiła Turiszczewa | NRD · Irene Abel · Angelika Hellmann · Karin Janz · Richarda Schmeißer · Christine Schmitt · Erika Zuchold | Węgry · Ilona Békési · Mónika Császár · Márta Kelemen · Anikó Kéry · Krisztina Medveczky · Zsuzsa Nagy |
| Wielobój indywidualnie  | Ludmiła Turiszczewa                                                                                         | Karin Janz                                                                                                 | Tamara Łazakowicz                                                                                      |
| Ćwiczenia wolne         | Olga Korbut                                                                                                 | Ludmiła Turiszczewa                                                                                        | Tamara Łazakowicz                                                                                      |
| Skok                    | Karin Janz                                                                                                  | Erika Zuchold                                                                                              | Ludmiła Turiszczewa                                                                                    |
| Ćwiczenia na poręczach  | Karin Janz                                                                                                  | Erika Zuchold Olga Korbut                                                                                  | nie przyznano                                                                                          |
| Ćwiczenia na równoważni | Olga Korbut                                                                                                 | Tamara Łazakowicz                                                                                          | Karin Janz                                                                                             |

## Klasyfikacja medalowa
| Miejsce | Państwo | złoto | srebro | brąz | Łącznie |
| ------- | ------- | ----- | ------ | ---- | ------- |
| 1       | ZSRR    | 6     | 6      | 4    | 16      |
| 2       | Japonia | 5     | 5      | 6    | 16      |
| 3       | NRD     | 3     | 4      | 2    | 9       |
| 4       | Węgry   | 0     | 0      | 1    | 1       |